# USS O’Brien (DD-415)
USS O’Brien (DD-415) – amerykański niszczyciel typu Sims zwodowany 20 października 1939 roku w stoczni Boston Navy Yard i przyjęty do służby w marynarce amerykańskiej 2 marca 1940 roku. Przed japońskim atakiem na Pearl Harbor służył na Wschodnim Wybrzeżu biorąc udział „Patrolach Neutralności” i brał udział w eskorcie brytyjskich statków na północnym Atlantyku. Po wybuchu wojny na Pacyfiku, wraz z bliźniaczym niszczycielem USS „Mustin” (DD-413) przeszedł przez Kanał Panamski udając się na Pacyfik. 4 lutego 1942 roku wyszedł z San Francisco w drodze do Pearl Harbor, jednak skutkiem zderzenia z USS „Case” (DD-370) musiał powrócić do portu celem dokonania niezbędnych napraw.
Przepłynął później do San Diego, aby podjąć tam konwój statków w drodze na Hawaje. Został tam okrętem flagowym 4. dywizjonu niszczycieli, po czym podjął służbę patrolową w pobliżu archipelagu. 17 sierpnia dołączył do zespołu Task Force 17 skupionego wokół lotniskowca USS „Hornet” (CV-8) udając się na południowy Pacyfik, gdzie kilka dni wcześniej lądowaniem na Guadalcanalu rozpoczęła się operacja Watchtower. „O’Brien” został tam częścią połączonego zespołu Task Force 61,  płynąc w eskorcie „Horneta” i USS „Wasp” (CV-7), zapewniał daleką osłonę zespołu sześciu statków adm. Richmonda Turnera, transportującego 7. pułk marines na Guadalcanal. 15 września, gdy zespół znajdował się w rejonie koncentracji japońskich okrętów podwodnych określanym wówczas mianem Torpedo Junction (Węzeł Torpedowy), I-19 zaatakował „Waspa” salwą sześciu torped wz. 95. W najbardziej dewastujacym ataku torpedowym w historii, po trafieniu trzech z nich w lotniskowiec, jednej zaś w pancernik USS „North Carolina” (BB-55), jedna z japońskich torped ugodziła w dziób „O’Briena”.
Chwilę po dostrzeżeniu eksplozji na „Waspie”, obserwatorzy na pokładzie niszczyciela dostrzegli atakującą torpedę, której udało się uniknąć dzięki ostremu zwrotowi, niemal natychmiast potem w okręt ugodziła kolejna, urywając część dziobu od stępki niemal po kotwicę. Dzięki miejscu w jakie trafiła torpeda, nie poległ w wyniku jej eksplozji żaden z członków załogi, a okręt został skierowany do Espiritu Santo, celem dokonania tymczasowych napraw.
10 października okręt opuścił Espiritu Santo udając się do Pearl Harbor na gruntowny remont, jednak trzy dni później w jednostce wykryto szereg przecieków. 18 października w pobliżu Samoa przecieki stały się trudne do opanowania, wobec czego dowódca okrętu – celem odciążenia struktury okrętu – postanowił zrzucić do oceanu całe nie będące niezbędnym wyposażenie i torpedy. Już jednak następnego dnia, o 06:00 załamało się dno jednostki, z przednią częścią okrętu pracującą oddzielnie od reszty kadłuba. Podczas gdy okręt zaczął nadawać sygnał niebezpieczeństwa, załoga otrzymała rozkaz jej opuszczenia, z pozostawieniem na okręcie jedynie zespołu kontroli uszkodzeń. Po dokonanych oględzinach i stwierdzeniu, ze pompy nie są już w stanie zatrzymać zalewania okrętu, wysiłki w celu uratowania go zostały zarzucone. Ostatecznie, o 08:00 rano okręt przełamał się na pół i zatonął 3000 mil morskich od miejsca storpedowania, jego załoga została zaś podjęta przez jednostki ratunkowe przybyłe z Samoa.